# L'Offense
L'Offense est une nouvelle d’Anton Tchekhov, parue en 1882.

## Historique
L'Offense est publiée dans dix numéros de la revue hebdomadaire russe Le Boudilnik (en français : Le Réveille-Matin) à partir de juin 1882.  
C’est une nouvelle dramatique qui se déroule en Hongrie.

## Résumé
Le père de la jeune Ilka, le vieux Zwiebusch, est malmené par la comtesse Goldaugen. La comtesse roue de coups de cravache le violoniste Zwiebusch et le bouscule avec son cheval alors que lui et sa fille harpiste étaient venus se produire dans la cour du château. Ilka veut se venger de cet affront. Mais le juge local est payé par la famille de l'aristocrate qu'elle veut attaquer en justice. Au bord d'un ruisseau, ils croisent le jeune baron Arthur Zainitz qui leur offre à manger, à boire de la vodka, et lui promet vengeance. Il lui suffit pour cela de collecter un million et il l'épousera. Enfin devenue baronne, la jeune fille du peuple pourra alors saisir la justice. Elle part avec son père à Paris pour faire chavirer le cœur de nombre de courtisans auxquels elle soutire la somme en question. 
Pendant ce temps, le baron fait semblant de courtiser son ancienne maîtresse, la comtesse, pour mieux la torturer. Ilka revient vers le baron qui tient sa promesse. Elle devient baronne, mais son jeune époux perd son titre l'après-midi même à la suite d'une manigance juridique de son vénal beau-frère banquier. Après s'être confrontée à la comtesse, et s'être fait humilier en public, elle se donne la mort en avalant une fiole de morphine.

## Édition française
- L'Offense, traduit par Génia Cannac, éditions Pierre Horay, 1958.